# Zizi Jeanmaire
Zizi Jeanmaire, también conocida como Renée Jeanmaire (París, 29 de abril de 1924 - Tolochenaz, Suiza, 17 de julio de 2020), fue una bailarina francesa formada en la escuela clásica del ballet, que también triunfó en el mundo de la revista, la canción, la comedia y el cine. Su carrera estuvo estrechamente unida al coreógrafo Roland Petit con el que contrajo matrimonio en 1954 y con el que compartió una larga vida también en el terreno profesional.

## Los años del ballet
Zizi Jeanmaire entró en 1933, a los nueve años, en la escuela del Ballet de la Ópera de París y fue admitida en el corps de ballet en 1940. Entre sus maestros se cuentan Serge Lifar y Boris Kniaseff y entre sus condiscípulos se pueden citar a Jean Babilée y a Roland Petit. En 1944 abandonó la Ópera y debutó con los Nouveaux Ballets de Monte Carlo en Aubade con coreografía de Lifar. De vuelta a París, ya después de la Liberación se unió a los Ballets des Champs Élysées recién creados por Roland Petit. Sin embargo, a los pocos meses abandonó la compañía y no volvió a colaborar con Petit hasta que éste se separó de los Ballets des Champs Élysées y fundó en 1948 su propia compañía, los Ballets de Paris. El éxito extraordinario que Zizi Jeanmaire obtuvo el 21 de febrero de 1949 en el estreno en Londres de Carmen, el ballet que Petit había creado para ella, inició una nueva etapa en su vida.

## La revista, la canción y el cine
El éxito de Carmen le valió a la joven compañía un contrato para el Winter-Garden Theatre en el Broadway de Nueva York, seguido de una gira por las ciudades más importantes de Estados Unidos. De nuevo en París, Roland Petit creó para la nueva temporada de 1950 en el Théâtre Marigny La croqueuse de diamants, una pieza musical al estilo americano en la que Jeanmaire cantaba por primera vez en un escenario. Esta nueva faceta le abrió a Zizi el camino al mundo del espectáculo americano, que le ofreció varias oportunidadesː en Hollywood las películas Hans Christian Andersen (1952) y Anything Goes (1955), y en Broadway el musical The Girl in Pink Tights (1954). De vuelta a Francia, Jeanmaire continuó alternando el musical, la revista, la danza y el cine, casi siempre en colaboración con Petit como coreógrafo, director o productor. Esta empresa conjunta culminó en 1970 con la adquisición por la pareja del Casino de París en el que presentaron grandes éxitos de taquilla, como las revistas Revue (1971) o Zizi, je t´aime (1972). Ese año Roland Petit recibió el encargo de formar el Ballet de Marsella (más adelante Ballet National de Marseille), con el que Jeanmaire protagonizó espectáculos como El murciélago (1980), según la opereta de Johann Strauss, Hollywood Paradise (1984) o Java for Ever (1988), todos coreografiados por Petit. En los años noventa su actividad se redujo a recitales de sus canciones de mayor éxito como Zizi au Zenith (1994) en Marsella y en París. En 2000 aún subió al escenario del Amphithéâtre de la Ópera de la Bastilla parisina para interpretar sus canciones favoritas.
Falleció el 17 de julio de 2020 en su domicilio en Suiza a los noventa y seis años.

## Distinciones
- Chevalier des arts et des lettres (1962)
- Chevalier de la Légion d´honneur (1974)
- Officier de l´ordre national du Mérite (1983)
- Officier de la Légion d´honneur (1993)
- Commandeur de l´ordre national du Mérite (1997)